# Soziale Gruppenarbeit
Soziale Gruppenarbeit (Social Groupwork) ist neben Einzelfallhilfe und Gemeinwesenarbeit eine der grundlegenden Methoden der sozialen Arbeit und des sozialen Lernens. Soziale Gruppenarbeit ist in spezieller Bedeutung ein Rechtsbegriff für die Leistungen gemäß § 29 SGB VIII.

## Definition und Abgrenzung
Gisela Konopka definiert Soziale Gruppenarbeit als „eine Methode der Sozialarbeit, die dem Einzelnen hilft, seine soziale Funktionsfähigkeit durch sinnvolle Gruppenerlebnisse zu erkennen und um persönlichen, Gruppen- oder gesellschaftlichen Problemen besser gewachsen zu sein.“
Lernziele in pädagogisch betreuten Gruppen sind z. B. Rücksichtnahme, Kooperationsbereitschaft und Empathie. Diese Ziele werden individuell für jedes Gruppenmitglied festgelegt und können sich auch voneinander unterscheiden. Davon unabhängig werden manchmal auch Gruppenziele formuliert. Zur Zielerreichung werden Gruppenprozesse initiiert und Methoden der Gruppendynamik genutzt.
Im Unterschied zum arbeitsorganisatorischen Konzept Gruppenarbeit, ist – einfach ausgedrückt – der Weg das Ziel.
Ziele der Sozialen Gruppenarbeit sind sinnvolle Gruppenerlebnisse bzw. -erfahrungen unter professioneller pädagogischer Leitung. Sie sollen Einzelnen helfen, ihre psycho-soziale Funktionsfähigkeit zu verbessern und damit ihre Probleme (persönliche, Gruppen- und des öffentlichen Lebens) besser zu meistern. Psycho-sozial umfasst zwei Dimensionen und fokussiert sowohl auf das Erleben (psycho) als auch auf das Verhalten (sozial).

### Theorie der Sozialen Gruppe
Homans (1972, Theorie der sozialen Gruppe) definiert eine Gruppe als eine überschaubare Personenmehrheit, die über längere Zeit in Interaktion steht. Mit überschaubarer Personenmehrheit ist gemeint, die einzelnen müssen sich von Angesicht zu Angesicht gegenübertreten können. Die Dauerhaftigkeit, die im Terminus "über längere Zeit" ihren Ausdruck findet, gilt als primäres Bestimmungsmerkmal. Die Ausformung bestimmter Strukturen und Verhaltensrichtlinien haben hingegen nur eine abgeleitete Bedeutung, d. h., sie entstehen, wenn die notwendigen Bedingungen vorhanden sind.
Nach Antons (1992, Praxis der Gruppendynamik): ist die Gruppe mehr als die Summe ihrer Mitglieder. Antons (1992) beschreibt die Gruppe zudem noch aus systemischer Sicht: Die Gruppe ist ein Bezugssystem und besteht aus den Beziehungen und Interaktionen ihrer Mitglieder. Gruppe ist das, was zwischen den Gruppenmitgliedern geschieht.
Vier Prämissen müssen gegeben sein, damit man von Gruppe sprechen kann:
- Gruppengröße: die optimale Gruppengröße hängt von der Aufgabe ab; idealerweise hat eine Gruppe zwischen 3 und 12 Mitgliedern; kleinen Gruppen fehlt es oft an Gruppendynamik; zu große Gruppen werden unüberschaubar und es bilden sich Untergruppen (selbstregulierend*);
- Gruppenziel: ein gemeinsames Gruppenziel sichert die Attraktivität und den Fortbestand der Gruppe; die gemeinsame Zielsetzung ist der Motor für das Engagement und die Identifikation;
- Dauer: hier wird ein längerer Zeitraum genannt, der den Mitgliedern die Möglichkeit gibt, sich einzubringen und die eigene Rolle zu finden und zu stabilisieren (*Identitätsentwicklung);
- Wechselseitige Beziehungen: Die Mitglieder kennen sich und bauen dynamische Beziehungen zueinander auf; sie sind Teil eines Rollengeflechts, innerhalb dessen Rollen übernommen werden oder auch abgelegt werden, ein Status erreicht wird, Einfluss genommen wird und Gruppenwerte und -normen entwickelt werden.

## Historische Entwicklung der Sozialen Gruppenarbeit
Gisela Peiper Konopka (1910 – 2003): gilt als „Mutter der Sozialen Gruppenpädagogik“. Sie entwickelte in den 1930/40er Jahren die Gruppenarbeit in den USA zur Gruppenpädagogik weiter und hielt in den 1960er Jahren Vorlesungen und Schulungen in Deutschland.
Nach Gisela Konopka (1968) umfasste die Soziale Gruppenarbeit zunächst nur die Arbeit mit Kranken und mit Kindern.
Eine weitere Pionierin auf dem Gebiet der Sozialen Gruppenarbeit war Magda Kelber. Sie war als Erwachsenenpädagogin in England tätig und beteiligte sich am Quäkerhilfsdienst. Nach ihrer Rückkehr nach Deutschland lehrte sie im Haus Schwalbach "Gruppenpädagogik". Das Haus Schwalbach war eine Bildungsstätte für Sozialpädagogik in Theorie und Praxis für eine gezielt pädagogische anstelle einer en-passant Arbeit mit Kindern, Jugendlichen sowie Erwachsenen.
Die Soziale Gruppenarbeit basiert auf den Konzepten der U.S.-amerikanischen Social Work Group. 1935 verstand man darunter einen pädagogischen Prozess zur Entwicklung und sozialen Anpassung von Individuen durch freiwillige Gruppenmitgliedschaft sowie durch Mitgliedschaft als Mittel zur Förderung anderer sozialer Ziele. 1956 wurden soziale Anpassungsprobleme fokussiert und andere Ziele gerieten in den Hintergrund. Heute liegt der Schwerpunkt auf Gruppendiskussion und -interaktion.
Die Soziale Gruppenarbeit entwickelte sich in Deutschland aus der Praxis der Jugendarbeit heraus. Ein maßgebliches Kriterium war die Freiwilligkeit. sozialen Lernens. Anfangs waren die Adressaten Sozialer Gruppenarbeit lediglich Kinder. Ziel dieser Intervention war es, Verhaltensprobleme und Entwicklungsschwierigkeiten zu überwinden. Dieses Ziel wird heute als Soziale Gruppenarbeit im engeren Sinne verstanden. Im weiteren Sinne umfasst die Soziale Gruppenarbeit alle Handlungsformen, in denen die pädagogisch geleitete Gruppe sowohl Ort als auch Medium der Erziehung ist. Es handelt sich hierbei um eine Kombination aus Fürsorge und entwicklungsfördernden Prozessen.
Die Zielgruppe wurde um ältere Jugendliche und Erwachsene in spezifischen Problemlagen erweitert. In den 1950/60er Jahren verbreitete sich die Soziale Gruppenarbeit in unterschiedlichen Arbeitsfeldern. Die Adressaten dieser Arbeitsfelder wurden zu Namensgebern der daraus resultierenden Handlungsfelder der Sozialen Arbeit: Jugendarbeit, Straffälligenarbeit, Altenarbeit, Erwachsenenbildung. Diese Handlungsfelder sind heute weitgehend identisch mit jenen der zentral präventiven professionellen pädagogischen (Klinischen) Sozialen Arbeit.
In den 1970er Jahren erlitt die Soziale Gruppenarbeit als methodisch geschlossenes Konzept einen Bedeutungsverlust. Um diesem entgegenzuwirken, nahm das Konzept Anleihen aus Bezugsdisziplinen und übernahm Begriffe wie Gruppendynamik oder Gruppentherapie. Dies wiederum hatte zur Folge, dass die Methodenoffenheit zu fließenden Grenzen zwischen Gruppentherapien und Sozialer Gruppenarbeit führte.
Mittlerweile handelt es sich bei dieser Intervention um eine eigenständige Arbeitsform, die in Deutschland im Kinder- und Jugendhilfegesetz (1991) als Hilfen zur Erziehung verankert ist. Die Gruppendynamik ist ein wichtiges Medium, mit dem und gleichzeitig geschützter Raum/Ort in/an dem soziale Kompetenzen, Kommunikationsverhalten oder die Wirkung unterschiedlicher Copingstrategien erarbeitet und gleichzeitig erprobt werden können.

## Techniken und Einsatzbereiche
Jeder sozialen Gruppe wohnen dynamische Prozesse z. B. der Rollenfindung und Rollenzuschreibung inne. So lassen sich bei allen Gruppen Gruppenphasen beobachten. Auch wird die Rolle des Gruppenleiters und der einzelnen Gruppenglieder in der Sozialarbeit betrachtet.
Wesentliche Techniken der sozialen Gruppenarbeit sind das Spiel und die methodische Vermittlung von Bildungsinhalten.
Rhetorische Vorträge stehen nachrangig zu interaktiven Elementen. Hier gilt das Motto „So viel wie nötig, so wenig wie möglich!“. Dem Gruppenleiter kommt meist eine moderierende Rolle zu.
Ein nach den Regeln der Didaktik erfolgter Aufbau der Angebote innerhalb der sozialen Gruppenarbeit sollte immer auch Evaluationselemente enthalten.

## Gruppenarbeit als rechtlich festgelegte erzieherische Maßnahme

### Gruppenarbeit als Hilfe zur Erziehung (im deutschen) SGB VIII (Kinder- und Jugendhilfe)
Mit Einführung des Kinder- und Jugendhilfegesetzes, Art. 1 SGB VIII 1991 gehört die Soziale Gruppenarbeit gemäß § 29 SGB VIII zu den Hilfen zur Erziehung (§§ 27–41 SGB VIII). Die Teilnahme soll Kindern und Jugendlichen bei der Überwindung von Entwicklungsschwierigkeiten und Verhaltensproblemen helfen.
Soziale Gruppenarbeit ist ein Angebot zum sozialen Lernen in Gruppen, das auf der Freiwilligkeit der Inanspruchnahme beruht und neben Jugendlichen auch zunehmend Kinder einbezieht. Sie hat sich aus der Praxis der Jugendhilfe in den 1970er und 1980er Jahren aus zwei verschiedenen Richtungen parallel entwickelt. Daraus folgend sind in der Praxis zwei sehr verschiedene Grundtypen anzutreffen.

### Im Sinne der Hilfen zur Erziehung (§ 27 Abs. 1 SGB VIII)
Die Sozialpädagogische Gruppenarbeit ist in der Regel für Kinder und Jugendliche gemäß § 27 Abs. 1 SGB VIII im schulfähigen Alter ausgelegt, selten auch für jüngere bzw. ältere Jugendliche, da hier meist andere Maßnahmen geeigneter sind. Hierunter fällt auch das Konzept der Familienklassen. Soziales Lernen in der Gruppe, Überwindung von Verhaltensproblemen und Entwicklungsschwierigkeiten stehen bei den ein- bis dreimal wöchentlichen zwei- bis dreistündigen Treffen im Vordergrund. Die Gruppenarbeit kann durch Gruppenfahrten und ähnliche Veranstaltungen ergänzt werden. Die Gruppengröße (min. 3, bis in der Regel max. 12 Personen) hängt u. a. von der Stärke des Hilfebedarfs ab.
Grundsätzlich können zwei verschiedene Ansätze unterschieden werden:
- Kursform: Sie wird in der Regel für ein bis sechs Zeitstunden in der Woche geplant und dauert sechs bis zwölf Monate. Die Gruppentreffen sind dabei meist ein bis 3-mal in der Woche. Die Aufnahme in den Kurs erfolgt für alle Teilnehmer gleichzeitig. Die praktische Umsetzung kann hier relativ leicht nach gruppendynamischen Ansätzen gestaltet werden.
- Fortlaufende Gruppen: Sie wird für selten länger als zwei Jahre initiiert. Zu Beginn der Hilfe werden Zielvereinbarungen mit den Sorgeberechtigten getroffen und halbjährlich im Hilfeplanverfahren überprüft und gegebenenfalls verändert. Aufnahme der Teilnehmer kann zu jedem Zeitpunkt erfolgen, ebenso wie individuelle Beendigung. Die solchen Gruppen innewohnende Gruppendynamik ist zu denen der Kursform sehr verschieden.

Welches Konzept umgesetzt wird, hängt von den Präferenzen des anbietenden Jugendhilfeträgers und vom qualitativen wie quantitativen Bedarf ab. Gruppendynamisch gesehen wird der Kursform häufig höhere Leistungsfähigkeit zugesprochen. Auf der anderen Seite kann mit fortlaufenden Gruppen oft dem Leistungsanspruch Hilfebedürftiger schneller nachgekommen werden.

### Im Sinne des § 27 Abs. 3 SGB VIII bzw. des JGG
Die Form ist eine Hilfe für ältere Jugendliche, junge Volljährige und (laut gesetzlicher Definition bis max. zum 27. Lebensjahr – diese werden dann „junge Erwachsene“ genannt) in schwierigen Lebenssituationen, z. B. nach Drogenabhängigkeit oder Gefängnisaufenthalt oder anderen devianten Verhalten. Die angewandten Konzepte sind sehr vielfältig. Nicht immer liegt der Teilnahme das Prinzip der Freiwilligkeit zugrunde, da diese Jugendhilfe auch vom Richter nach dem Jugendgerichtsgesetz für 14–21-Jährige als Maßregel angeordnet werden kann.

## Versicherungsschutz
Der Versicherungsschutz für Klienten (Teilnehmende Kinder- und Jugendliche) liegt in der privaten Krankenversicherung. Sollte eine Betriebserlaubnis nach gemäß § 45 SGB VIII für dieses Angebot vorliegen, so sind die Teilnehmenden über die gesetzliche Unfallversicherung abgesichert.